# باشگاه فوتبال مونانا
باشگاه فوتبال مونانا (انگلیسی: CF Mounana) که بنام مرکز آموزش فوتبال مونانا نیز شناخته می‌شود یک باشگاه فوتبال گابنی است که در شهر مونانا در گابن قرار دارد.

## تاریخچه
تیم باشگاه فوتبال مونانا برای نخستین در سال ۲۰۱۲ قهرمان ملی گابن شد.